# زوان فارسي
الزوان الفارسي (باللاتينية: Lolium persicum) نوع نباتي يتبع جنس الزوان من الفصيلة النجيلية.

## الوصف النباتي
نبات عشبي حولي.

## الموئل والانتشار
موطنه الأصلي إيران والمشرق العربي والقوقاز وتركيا وأوكرانيا.